# Котље
Котље (словен. Kotlje) је насељено место у општини Равне на Корошкем, Корушка регија, Словенија.

## Историја
До територијалне реорганизације у Словенији било је у саставу старе општине Равне на Корошкем.

## Становништво
У попису становништва из 2011. године, Котље је имало 1.026 становника.
| Број становника према пописима | Број становника према пописима | Број становника према пописима |
| ------------------------------ | ------------------------------ | ------------------------------ |
| 1991                           | 2002                           | 2011                           |
| 758                            | 1.008                          | 1.026                          |

Напомена: Године 1992. повећан за део насеља Подгора.

## Галерија
- Иварчко језеро
- хотел "Римски врелец"